# Цона Пип (Таранто)
Цона Пип (итал. Zona Pip) је насеље у Италији у округу Таранто, региону Апулија.
Према процени из 2011. у насељу је живело 11 становника. Насеље се налази на надморској висини од 34 м.